# 雷巴利斯凱 (奧赫特爾卡區)
50°15′2″N 34°41′7″E / 50.25056°N 34.68528°E

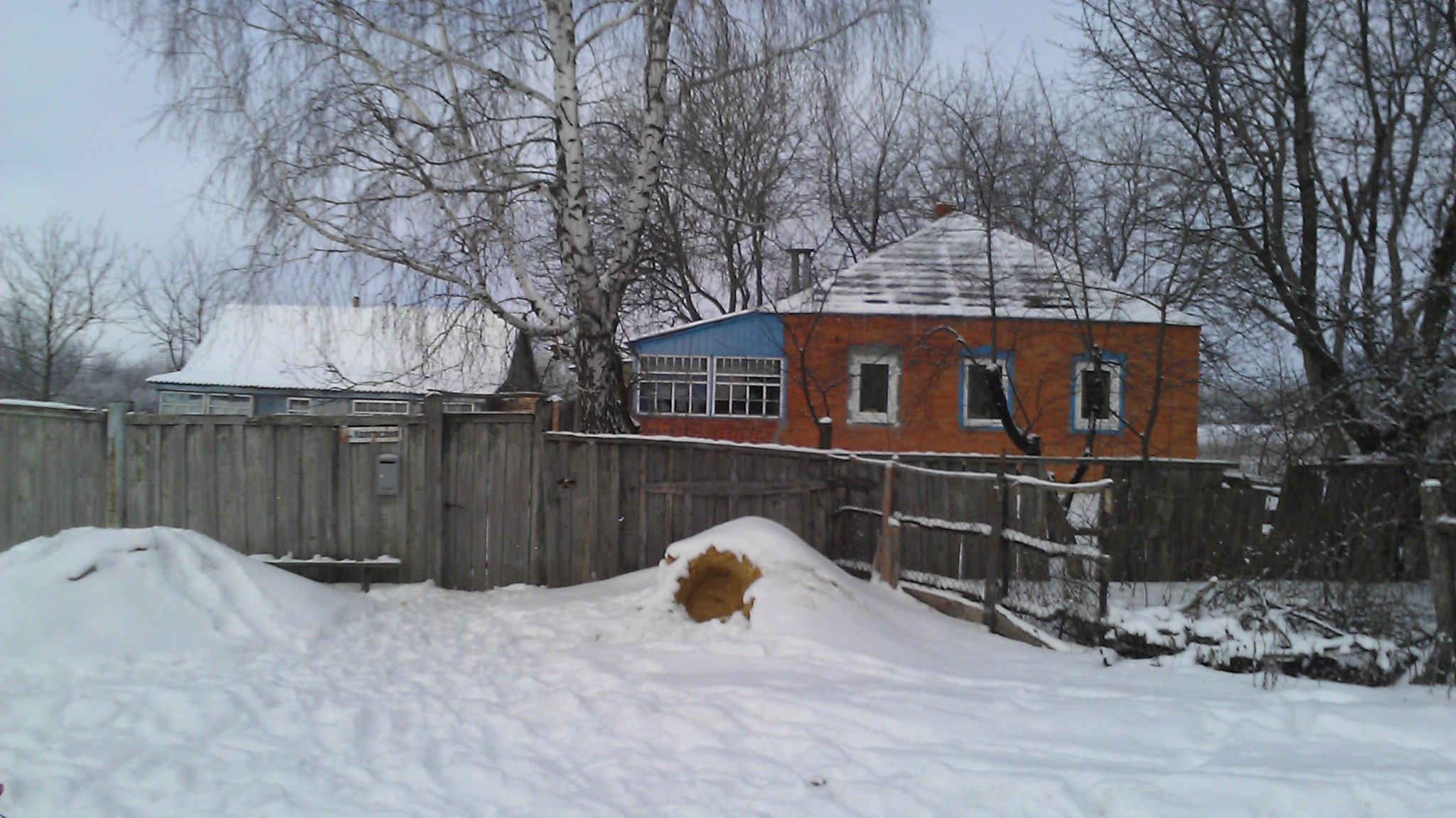

雷巴利斯凱（烏克蘭語：Рибальське）是位於烏克蘭東北部的村莊，由蘇梅州奧赫特爾卡區的赫倫市鎮負責管轄。該村距離伊瓦希、比達尼、班杜雷和沙波瓦利夫卡1公里，海拔高度191米，2001年人口500。